# Barcsay Múzeum

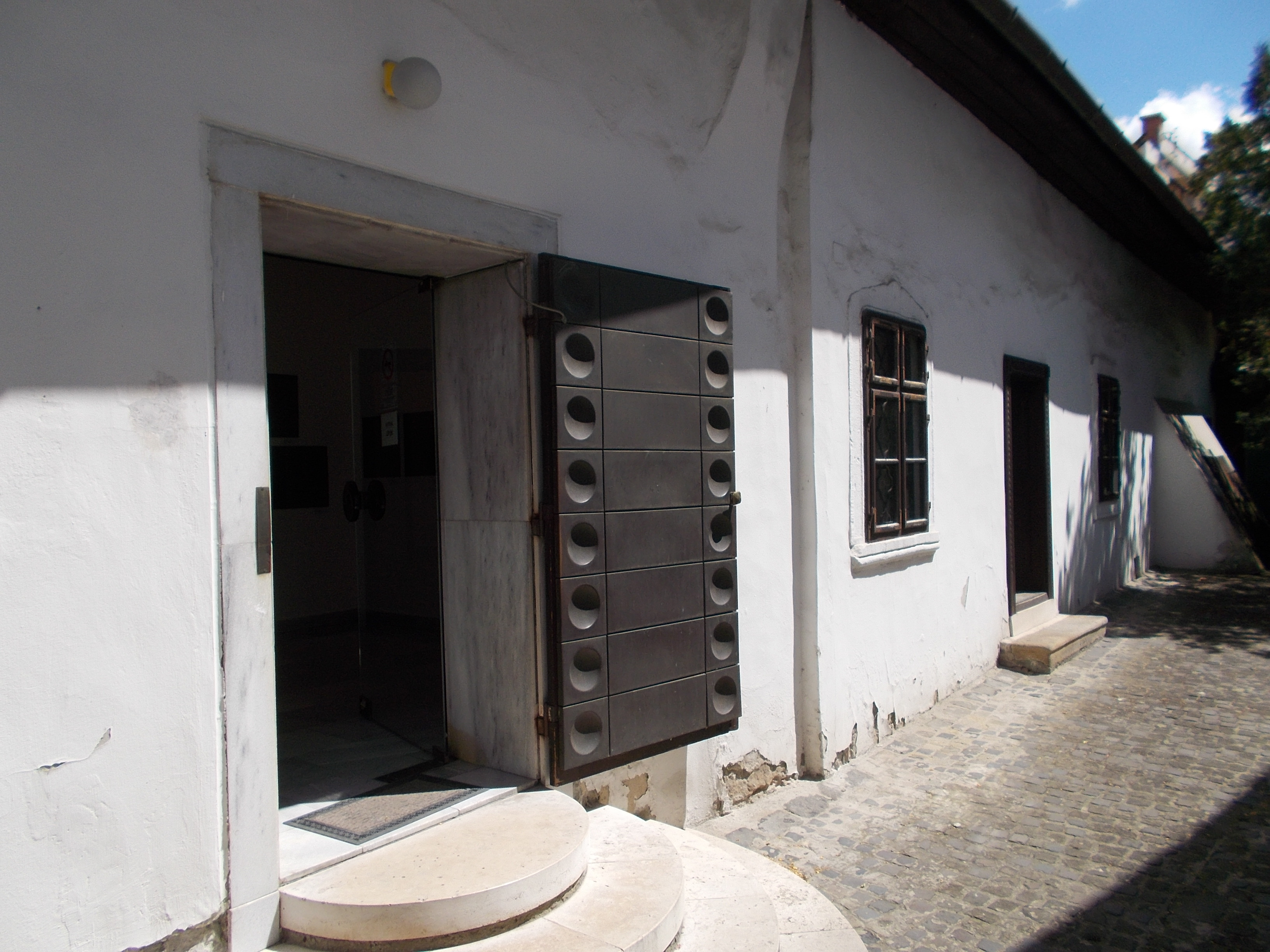
Barcsay Múzeum

Barcsay Múzeum Barcsay Jenő festőművész munkáit bemutató állandó és más időszakos kiállításoknak is helyet adó múzeum Szentendrén.

## Szervezet
2016 januárjától a szentendrei múzeumokat a Ferenczy Múzeumi Centrum fogja és hangolja össze, melynek része a Barcsay Múzeum is, amely 1978 óta egy barokk és egy klasszicista stílusú ház egyesítéséből létrejött épület. Jelenleg nem látogatható a Barcsay Gyűjteményként is ismert kiállítás. Barcsay Jenő 1929-től kezdve kötődött Szentendréhez, a szentendrei festészet konstruktivista vonulatának meghatározó mestere volt. Termékeny alkotó volt, több száz képet hagyott a városra, ez lett a gyűjtemény alapja, amely tovább gyarapodott.

## Kiállítás
Festményei mellett az emlékmúzeumban láthatók Barcsay Jenő murális alkotásai között az Asszonyok (1963) című márványmozaik részletei, a Bartók emléke üvegmozaik, s az 1982-85-ből való gobelinek.